# Barbagastrura palpigera
Barbagastrura palpigera är en urinsektsart som beskrevs av Massoud, Najt och ?E. Thibaud 1975. Barbagastrura palpigera ingår i släktet Barbagastrura och familjen Hypogastruridae. Inga underarter finns listade.